# Lee Re
Lee Re (en hangul, 이레, 12 de marzo de 2006) es una actriz surcoreana.

## Carrera
Se matriculó en el Departamento de Teatro y Cine de la Universidad Chung-Ang a través de un proceso de admisión especial en 2023. Es miembro de la agencia C-JeS Entertainment.
Es conocida por su personaje en Hope (2013).

## Filmografía

### Series de televisión
| Año     | Título                       | Personaje                 | Red       | Ref.   |
| ------- | ---------------------------- | ------------------------- | --------- | ------ |
| 2012    | Goodbye Dear Wife            | Min-seo                   | Channel A |        |
| 2012    | The Chaser                   | hija de Yoon Chang-min    | SBS       |        |
| 2012    | Here Comes Mr. Oh            | Byul                      | MBC       |        |
| 2015    | Super Daddy Yeol             | Cha Sa-rang               | tvN       |        |
| 2015    | Six Flying Dragons           | Boon-yi                   | SBS       |        |
| 2016    | Come Back Mister             | Kim Han-na                | SBS       |        |
| 2017    | Witch at Court               | Ma Yi-deum                | KBS2      |        |
| 2018    | Radio Romance                | Song Geu-rim              | KBS2      |        |
| 2018-19 | Memorias de la Alhambra      | Jung Min-joo              | tvN       |        |
| 2020    | Start-Up                     | Won In-jae (de joven)     | tvN       | [ 7 ]  |
| 2021    | Hello, Me! (Hello? It’s Me!) | Ban Ha-ni (de joven)      | KBS2      |        |
| 2021    | Move to Heaven               | Estudiante                | Netflix   | [ 8 ]  |
| 2021    | Hometown                     | Jo Jae-young              | tvN       | [ 9 ]  |
| 2021    | Hellbound                    | Jin Hee-jung              | Netflix   |        |
| 2023    | El naufragio de una diva     | Seo Mok-ha de adolescente | tvN       | [ 10 ] |

### Cine
| Año  | Título               | Personaje                  | Notas                                | Ref.                |
| ---- | -------------------- | -------------------------- | ------------------------------------ | ------------------- |
| 2013 | Hope                 | Im So-won                  |                                      |                     |
| 2014 | How to Steal a Dog   | Ji-so                      |                                      |                     |
| 2016 | A Melody To Remember | Soon-mi                    |                                      |                     |
| 2017 | Your Name            | Yotsuha Miyamizu (doblaje) |                                      |                     |
| 2018 | Seven Years of Night | Oh Se-ryeong               |                                      |                     |
| 2019 | Miss & Mrs. Cops     | Ji-hye de niña             |                                      | [ 11 ]              |
| 2020 | Península            | Joon-yi                    |                                      |                     |
| 2020 | Three Days           | So-mi                      |                                      |                     |
| 2023 | It's Okay!           | In-yeong                   | Estreno comercial en febrero de 2025 | [ 12 ] [ 2 ] [ 13 ] |

## Premios y nominaciones
| Año  | Premio                                      | Categoría               | Nominación         | Resultado | Ref.   |
| ---- | ------------------------------------------- | ----------------------- | ------------------ | --------- | ------ |
| 2014 | 4.º Festival Internacional de Cine de Pekín | Mejor actriz de reparto | Hope               | Ganadora  |        |
| 2014 | 50 Baeksang Arts Awards                     | Mejor actriz revelación | Hope               | Nominada  | [ 14 ] |
| 2015 | 4 Marie Claire Festival de Cine             | Mejor actriz revelación | How to Steal a Dog | Ganadora  |        |
| 2015 | 52 Grand Bell Awards                        | Mejor actriz revelación | How to Steal a Dog | Nominada  |        |
| 2017 | 31 de KBS Drama Awards                      | Mejor actriz infantil   | Witch at Court     | Ganadora  |        |
| 2020 | 29th Buil Film Award                        | Mejor actriz de reparto | Península          | Ganadora  | [ 15 ] |
| 2020 | 41st Blue Dragon Film Award                 | Mejor actriz de reparto | Península          | Nominada  | [ 16 ] |
| 2021 | 26th Chunsa Film Art Award                  | Mejor actriz de reparto | Península          | Nominada  |        |
| 2021 | 57th Baeksang Arts Award                    | Mejor actriz de reparto | Península          | Nominada  | [ 17 ] |
| 2021 | KBS Drama Award                             | Mejor actriz infantil   | Hello, Me!         | Ganadora  | [ 18 ] |